# Camponotus guttatus
Camponotus guttatus é uma espécie de inseto do gênero Camponotus, pertencente à família Formicidae.